# بوبي سينجر
بوبي سينجر (بالألمانية: Bobbie Singer)‏ هي مغنية نمساوية، ولدت في 22 فبراير 1981 في لينتس في النمسا.

## وصلات خارجية
- بوبي سينجر على موقع ميوزك برينز (الإنجليزية)
- بوبي سينجر على موقع ديسكوغز (الإنجليزية)